# 필러박스

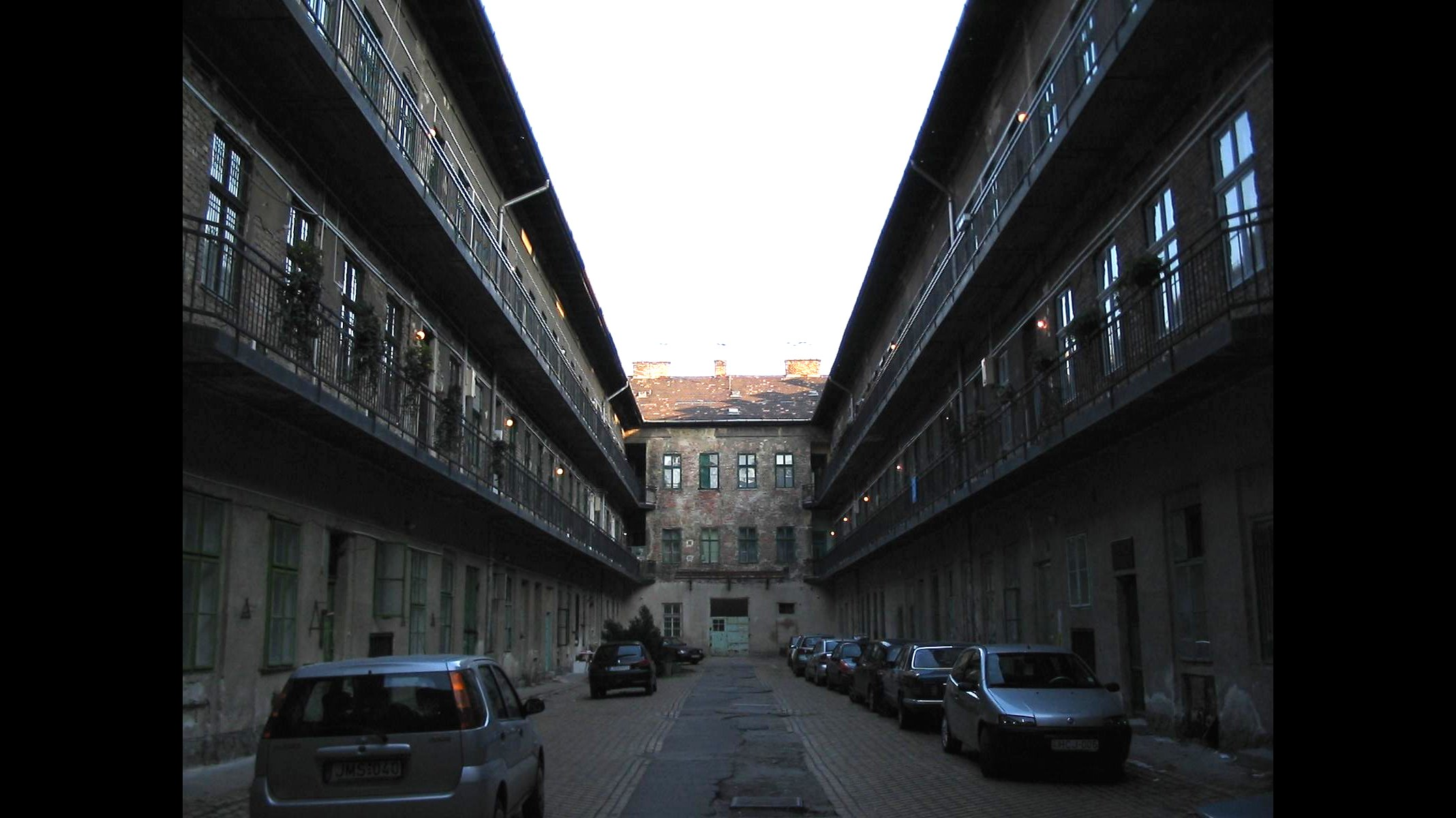

필러박스(pillarbox)는 4:3비율의 원본 영상을 보존하고 16:9비율에 맞추기 위해 양옆에 배치하는 검은 띠를 의미한다.
필러박스 효과는 와이드스크린 비디오 디스플레이에서 검은 띠가 이미지 측면에 배치될 때 발생한다. 원래 와이드스크린용으로 설계되지 않은 영화나 비디오를 와이드스크린 디스플레이에 표시하거나 2.39:1 프레임의 16:9 이미지(일반적으로 영화관). 원본 자료는 축소되어 와이드스크린 프레임 중앙에 배치된다.
세로가 길고 가로가 짧은 일부 오래된 아케이드 게임은 4:3 TV에서도 기둥 상자에 표시된다. 선라이즈 (1927년 영화)와 같이 1928년에서 1931년 사이에 제작된 일부 초기 사운드 영화는 당시 표준 필름 스톡에 사운드 온 필름 트랙을 위한 공간을 만들기 위해 1.20:1과 같은 훨씬 더 좁은 형식으로 개봉되었다. 4:3 화면에서도 필러박스로 표시된다.
필러박스는 레터박스 (영상 기술)와 수직적으로 동일하며 리버스 레터박스라고도 한다. 그 이름은 영국과 영연방에서 사용되는 기둥 상자 스타일의 우편함과 유사하여 유래되었다. 4방향에 해당하는 것을 윈도우박싱(windowboxing)이라고 하며 프로그래밍이 레터박스와 필러박스 모두에 있을 때 발생한다.
와이드스크린 디스플레이의 전체 화면 영역(이미 동일한 대각선 측정의 전체 화면보다 훨씬 작음)을 사용하고 플라스마 디스플레이의 역방향 화면 번인을 방지하기 위해 필러박스에 대한 가장 간단한 대안은 상단을 자르는 것이다. 그리고 바닥. 그러나 이로 인해 제작자가 안전 영역이라고 가정한 이미지의 일부가 손실된다. 이러한 오버스캔은 시청자를 귀찮게 할 수도 있고 그렇지 않을 수도 있지만 채널 배너나 기타 화면 표시가 잘리는 경우가 많다. 마찬가지로, 수직 방향의 팬 및 스캔을 "틸트 및 스캔" 또는 "역방향 팬 및 스캔"이라고 한다. 이렇게 하면 잘린 "창"이 위아래로 이동하지만 거의 수행되지 않는다. 세 번째 옵션은 비디오를 늘려 화면을 채우는 것이다. 그러나 이 방법은 화면의 모든 내용을 심각하게 왜곡하기 때문에 보기 흉한 것으로 간주되는 경우가 많다.
특정 화면 해상도는 전체 화면과 와이드 화면(아나모픽 형식) 모두에 사용될 수 있으므로 와이드스크린 신호(예: 액티브 포맷 디스크립션)를 사용하여 디스플레이 장치에 사용할 것을 알려주거나 시청자가 수동으로 설정해야 한다. 와이드스크린 디스플레이에서는 불필요한 필러박스나 스트레칭이 발생한다.

## 같이 보기
- 레터박스